# Volkert de Villeneuve
Volkert Huibert de Villeneuve (Semarang, 3 september 1921 − Rotterdam, 25 januari 2017) was een Nederlands hoogleraar.

## Biografie
De Villeneuve was lid van het oude adellijke, deels Franse geslacht De Villeneuve en een zoon van jhr. mr. Carel Huibert Valchaire de Villeneuve (1897-1974) en diens eerste echtgenote Wilhelmina Mees (1898-1984). Na zijn medische studies werd hij in 1953 kinderarts en -cardioloog in Rotterdam. Vanaf 1967 was hij ook wetenschappelijk hoofdmedewerker aan de Erasmus Universiteit. In 1978 werd hij benoemd tot lector in de Kindercardiologie, en hij sprak zijn rede tot ambtsaanvaarding op 1 februari 1978 uit. In 1980 werd dit dienstverband omgezet in een hoogleraarschap met dezelfde leeropdracht; in 1986 ging hij met emeritaat. Hij was penningmeester van de Nederlandse Vereniging voor Cardiologie en wetenschappelijk adviseur van de Nederlandse Hartstichting.
De Villeneuve redigeerde een bundel over 250 jaar Waalse school. 1739-1989 (1989) en over Les quatre siècles d'histoire de l'Eglise Réformée Wallonne de Rotterdam / 400 jaar Waalse Hervormde Kerk te Rotterdam (1999).
Hij trouwde in 1949 met Anna Selinde Roosenburg (1921-2003) en in 2009 met Johanna Cornelia Smit (1922). Uit het eerste huwelijk had hij vijf kinderen. Prof. jhr. V.H. de Villeneuve overleed begin 2017 op 95-jarige leeftijd.